# Lluís Companys i Micó
Lluís Companys i Micó, familiarmente Lluïset (Barcelona, 5 de noviembre de 1911-París, 1956), fue el único hijo varón del presidente de la Generalidad de Cataluña Lluís Companys. Víctima de una grave enfermedad mental, se encontraba en una clínica psiquiátrica de París cuando se produjo la invasión alemana del país durante la Segunda Guerra Mundial. Al ser evacuado al sur del país, se perdió el contacto con él y su padre renunció a huir de Francia, lo que permitió su detención, entrega al gobierno franquista y ejecución en octubre de 1940. Tras la muerte de su padre, Lluïset Companys pudo ser localizado por Carme Ballester, segunda mujer del presidente de la Generalitat, que se responsabilizó de él hasta su muerte.

## Biografía
Lluís Companys i Micó, Lluïset como se le conocía familiarmente, era el primer hijo y único varón del matrimonio entre Lluís Companys y Mercè Micó (el matrimonio tuvo dos hijos, Lluís y Maria). Estudió en el Instituto Balmes de Barcelona y más tarde Derecho en la Universidad de Barcelona. Ya en la universidad, participó en protestas a favor de la República (fue detenido por ello en octubre de 1930). En esta época, se movía en círculos izquierdistas en compañía de amigos como Jaume Anton Aiguadé, Josep Maria Lladó, Joan Sales, Llibert Estartús, Heribert Barrera o Hèctor Gally (que posteriormente se casaría con su hermana Maria). En 1933, cuando aún se encontraba estudiando pero había ya comunicado a sus padres su deseo de independizarse, sufrió un brote de hebefrenia catatónica, un tipo grave de esquizofrenia que empeoraba progresivamente y en la que alternaba períodos de depresión con otros de agresividad. La enfermedad se manifestaba habitualmente antes de que el paciente cumpliese los 25 años. La manifestación de su enfermedad coincidió con la separación de sus padres.

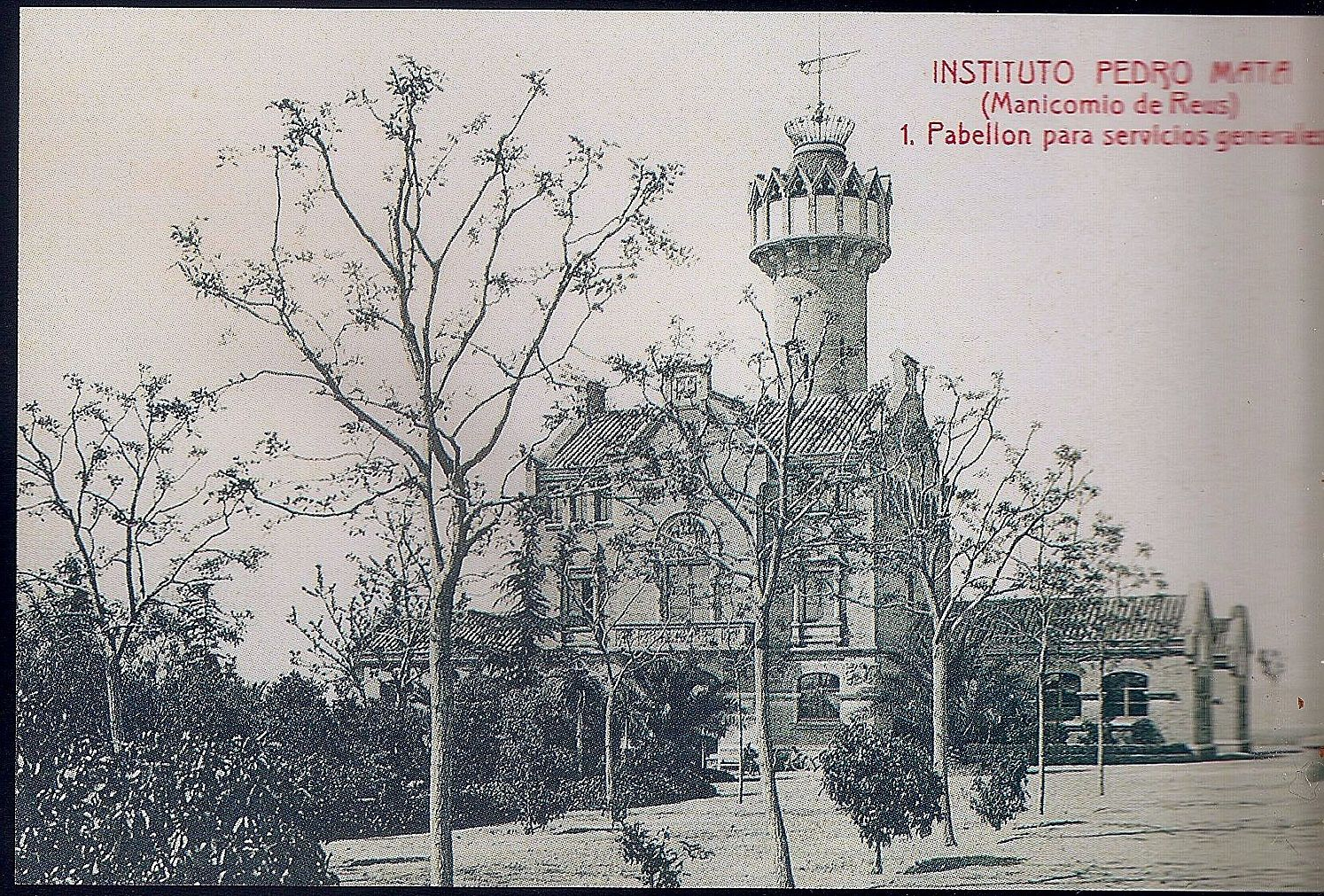
El Instituto Pedro Mata de Reus, en el que Lluïset Companys estuvo internado entre enero de 1936 y el inicio de la Guerra Civil.

Tras sufrir el brote esquizofrénico, fue tratado en el Instituto Pedro Mata de Reus, pero siguió viviendo con su madre en Lloret de Mar, al cuidado de un enfermero (aunque estaban separados, sus padres no se divorciarían hasta septiembre de 1936) No fue internado hasta 1936, con su padre aún en prisión tras haber proclamado el Estado catalán en octubre de 1934 (Lluïset estuvo el 6 de octubre de 1934 en la sede del CADCI en la rambla de Santa Mònica de Barcelona, pero pudo escapar antes de que fuese bombardeada y tomada por el Ejército, y refugiarse en Lloret con su madre; otras fuentes indican que Lluïset Companys sí fue detenido aunque pasó poco tiempo en prisión). En enero de 1936, su madre y su hermana volvieron a Barcelona, pero Lluïset fue internado en el Instituto Pedro Mata. Al estallar la Guerra Civil, el caos se adueñó del psiquiátrico, dispersándose los enfermos, por lo que Lluís Companys decidió enviar a Lluïset fuera de España, primero a un sanatorio en Kreuzlingen (Suiza), y más tarde a otro en Bélgica, el Instituto Fond'Roy, en Uccle, en las afueras de Bruselas. El 30 de septiembre de 1938 Companys decidió trasladar a su hijo al hospital psiquiátrico L'Abbaye, en Viry-Chatillon, a pocos kilómetros al sur de París. Allí vivía con su familia y trabajaba, aunque de manera no oficial al no habérsele convalidado el título español, el doctor Anguera de Sojo, como ayudante de uno de los médicos del centro, del que era amigo. En palabras del historiador Josep Benet, el doctor Anguera de Sojo «se ocupó del hijo enfermo del presidente con gran generosidad y competencia profesional» (Companys padre le expresó su agradecimiento en diversos escritos). También se encargó del cuidado del joven Carme Ballester, segunda esposa de Companys, que había llegado a Francia en abril de ese mismo año.
Tras la llegada de Lluís Companys a Francia, en febrero de 1939, el presidente se asentó en París, donde pudo mantener un contacto regular con su hijo ingresado en L'Abbaye, el cual había experimentado una sensible mejoría. En una carta de junio de 1939 dirigida a su amigo Ángel Ossorio y Gallardo, Lluís Companys le explicaba su estado: «Mi hijo —dentro del curso de su enfermedad— bien. Unas nuevas inyecciones le van bien y se observa mejoría. No habían permitido hablarle y solo pude verle desde que salió. Ahora voy, paseamos, hablamos. Claro, no recuerda bien las cosas, pasa periodos más oscuros, pero tranquilo, hasta contento y sin crisis agudas. El doctor está contento y es un consuelo para mí poder hablarle». Tras su traslado a la localidad bretona de La Baule-les-Pins, a 300 kilómetros de París, aprovechaba sus frecuentes viajes a París para seguir viéndole. Al producirse la invasión alemana de Francia, en mayo de 1940, la dirección de L'Abbaye decidió trasladar a los pacientes al sur de Francia. Sin embargo, se produjo un bombardeo alemán sobre la carretera por la que transitaba el convoy y Lluïset se perdió entre los refugiados que atiborraban la zona. Incapaz de hablar y sin documentación, fue inicialmente confundido con un soldado desertor y finalmente ingresado en un psiquiátrico de Limoges, una ciudad que tras el armisticio, quedaría en la zona no ocupada por los alemanes. Fue la desaparición de su hijo lo que hizo que el presidente de la Generalitat renunciara a trasladarse a México, donde se encontraba su hija Maria desde el año anterior. La enfermedad de su hijo se había convertido en una obsesión para Companys, que reflejó en sus escritos y en los testimonios de los que lo trataron en esa época. Por ejemplo, el lehendakari José Antonio Aguirre, que regresó a España para acompañar a Companys en su paso de la frontera hacia el exilio, narró la impresión que le había causado la preocupación del presidente catalán por su hijo.
El 13 de agosto de 1940 el presidente fue detenido por la policía militar alemana y, dos semanas después, entregado a las autoridades franquistas. Tras ser sometido a un consejo de guerra sumarísimo y resultar condenado a muerte, fue fusilado en Barcelona el 15 de octubre. La suerte de su hijo siguió siendo una de sus mayores preocupaciones durante sus últimos días de vida. Para tranquilizarle, poco antes de morir, su hermana Ramona le dijo que habían encontrado a su hijo, aunque no era cierto.
Mientras tanto, en Francia, Carme Ballester había tratado de encontrar a Lluïset poniendo anuncios en periódicos de la zona no ocupada. Pocos días antes de la ejecución de su marido, recibió una postal enviada por el prefecto de Limoges en el que la informaba de que había una persona que correspondía con la descripción de Lluïset en un hospital psiquiátrico de la ciudad. Como viajar a la zona no ocupada no era factible, Ballester recurrió al sacerdote exiliado y periodista Josep Maria Tarragó (que había tratado, sin éxito, de ponerla en contacto con su marido durante su estancia en la prisión de La Santé a finales de agosto), el cual disponía de un permiso para desplazarse entre las dos zonas de Francia. Tarragó viajó a Limoges en torno al 15 de octubre de 1940 y pudo constatar que la persona referida por el prefecto era efectivamente Lluïset. El 1 de noviembre de 1940 Tarragó partió hacia París con el hijo del presidente. Cruzaron la línea de demarcación por Moulins, donde el doctor Anguera, su esposa, y Joan Tauler, secretario del presidente Companys, les estaban esperando. Como L'Abbaye estaba prácticamente desmantelado, Anguera de Sojo había buscado una vivienda para él y su familia, en Saint-Maurice, en las afueras de París. Al no poder volver a ingresarle en el sanatorio, Anguera de Sojo acogió a Lluïset Companys en su propia casa, donde se ocupó de él. De su cuidado y vigilancia estaba a cargo una antigua empleada del sanatorio, gracias a la ayuda que la JARE pagaba a Carme Ballester. Sin embargo, a principios de 1942, el doctor y su familia decidieron volver a España, por lo que Lluïset fue ingresado en una clínica psiquiátrica en Saint-Mandé, en los suburbios de París. Carme Ballester, que se había trasladado a vivir a París para estar cerca del enfermo, pagaba sus cuidados gracias al subsidio de la JARE, por lo que cuando estos se terminaron, hubo de ponerse a trabajar para poder seguir manteniendo la atención médica de Lluïset. Nunca recibió ninguna ayuda de la familia de Companys para atender las necesidades del hijo enfermo del presidente. En la clínica la enfermedad mental de Lluïset Companys se complicó con una tuberculosis ósea, fruto de la cual le tuvieron que amputar una pierna en 1947. Carme Ballester se ocupó de Lluïset durante esos años, «con una abnegación ejemplar». En una carta a la hija de Ángel Ossorio y Gallardo, Carme Ballester le decía: «No sé cómo se puede resistir físicamente tanto, tanto mal. Él no se queja jamás. Yo estoy tanto como me es posible a su lado. Él ha sido la razón de mi vida y no tiene a nadie más que yo para ocuparse de él». Según Oriol Dueñas, biógrafo de Ballester, el grave estado de Companys i Micó hacía inviable su traslado a México, donde vivían su hermana y su madre. Sin embargo, Enric Vila señala, basándose en las numerosas cartas sin respuesta que Carme Ballester le envió a Maria Companys, que la madre y la hermana de Lluïset no se preocuparon en absoluto de él y que fue Carme Ballester quien, afrontando grandes penalidades, hizo todo lo posible por ocuparse del joven. Lluïset murió en 1956 y fue enterrado en el cementerio de Saint-Mandé. Al funeral asistió apenas una treintena de exiliados catalanes, entre los que se encontraba el exconsejero de Cultura Ventura Gassol. En su tumba figuró la inscripción «Lluís Companys i Micó. Mort exiliat a França. 1911-1956». Cuando en 1972 murió Carme Ballester, fue enterrada a su lado.
El 24 de febrero de 1998, sus restos, junto con los de Carme Ballester, fueron trasladados a Barcelona. Allí recibieron sepultura, el 3 de marzo, en el mismo nicho del cementerio de Montjuïc en el que había estado enterrado el presidente Companys hasta el traslado de sus restos al Fossar de la Pedrera del mismo cementerio. Al sepelio asistieron Jordi Pujol, presidente de la Generalitat, Joan Reventós, presidente del Parlamento de Cataluña, y Joan Clos, alcalde de Barcelona.